# …Baby One More Time
…Baby One More Time je debutové album americké zpěvačky Britney Spears. Album vyšlo 12. ledna 1999 a produkoval jej Max Martin. Ačkoli hudební kritici album velmi kritizovali …Baby One More Time zažilo velké komerční úspěchy. Díky tomuto albu se stala druhou nejlepší debutantkou hned za Whitney Houston. Řadí se mezi nejlépe prodávaná alba historie hudby.

## Seznam písní
1. „…Baby One More Time“ – 3:31
2. „(You Drive Me) Crazy“ – 3:20
3. „Sometimes“ – 4:06
4. „Soda Pop“ – 3:22
5. „Born to Make You Happy“ – 4:05
6. „From the Bottom of My Broken Heart“ – 5:11
7. „I Will Be There“ – 3:54
8. „I Will Still Love You“ (feat. Don Philip) – 4:03
9. „Deep in My Heart“ – 3:35
10. „Thinkin' About You“ – 3:36
11. „E-Mail Mail Heart“ – 3:43
12. „The Beat Goes On“ – 3:43
13. „I'll Never Stop Loving You“ – 3:42
14. „Autumn Goodbye“ – 3:41

## Umístění ve světě
| Hitparáda             | Umístění |
| --------------------- | -------- |
| USA                   | 1        |
| Evropa                | 1        |
| Argentina             | 1        |
| Austrálie             | 2        |
| Rakousko              | 2        |
| Belgie                | 1        |
| Kanada                | 1        |
| Česko                 | 1        |
| Dánsko                | 1        |
| Nizozemsko            | 1        |
| Finsko                | 11       |
| Francie               | 4        |
| Německo               | 1        |
| Řecko                 | 3        |
| Hong Kong             | 4        |
| Maďarsko              | 4        |
| Itálie                | 1        |
| Indie                 | 1        |
| Indonésie             | 1        |
| Irsko                 | 1        |
| Japonsko              | 9        |
| Malajsie              | 1        |
| Mexiko                | 1        |
| Nový Zéland           | 3        |
| Norsko                | 5        |
| Filipíny              | 1        |
| Portugalsko           | 1        |
| Singapur              | 1        |
| Jihoafrická republika | 2        |
| Jižní Korea           | 1        |
| Španělsko             | 1        |
| Švédsko               | 10       |
| Švýcarsko             | 1        |
| Tchaj-wan             | 1        |
| Thajsko               | 1        |
| Turecko               | 1        |
| Velká Británie        | 2        |
| Venezuela             | 1        |

| Prodejnost | Počet      |
| ---------- | ---------- |
| Celkem     | 35,000,000 |